# Stenestads distrikt
Stenestads distrikt är ett distrikt i Svalövs kommun och Skåne län. 
Distriktet ligger norr om Svalöv. 

## Tidigare administrativ tillhörighet
Distriktet inrättades 2016 och utgörs av socknen Stenestad i Svalövs kommun.
Området motsvarar den omfattning Stenestads församling hade vid årsskiftet 1999/2000.